# Paura nella città dei morti viventi
Paura nella città dei morti viventi è un film del 1980, diretto da Lucio Fulci. È la prima parte della cosiddetta "Trilogia della morte", tre film diretti da Fulci tra il 1980 e il 1981, interpretati da Catriona MacColl. Gli altri film della trilogia sono ...e tu vivrai nel terrore! - L'aldilà e Quella villa accanto al cimitero. Dopo Dèmoni di Bava, è tra i film italiani preferiti dal regista Quentin Tarantino.
Con questo film Lucio Fulci codificò definitivamente il suo stile nell'horror, fatto di violenza esasperata, scene splatter ed elementi onirici vicini al surreale.
Il film si doveva intitolare semplicemente La paura, ma la produzione intendeva sfruttare il grande successo di Zombi 2, diretto da Fulci nel 1979, e aggiunse la seconda parte del titolo per rievocare i morti viventi e tentare una sorta di sequel apocrifo del precedente film.
In Germania il film fu messo al bando, per le sue immagini considerate troppo violente, e l'unica versione censurata fu a sua volta sequestrata. Solo una versione, ulteriormente censurata, riuscì a ottenere il visto.

## Trama
Dunwich. Padre Thomas si impicca a un albero in un cimitero. Nello stesso istante, a New York, la medium Mary Woodhouse vede la scena durante una seduta spiritica. Sconvolta, Mary sviene. Le altre persone presenti alla seduta, tra i quali l'occultista Theresa, ne constatano la morte improvvisa. Sul luogo giunge un commissario di polizia, convinto che Mary sia deceduta per un'overdose. All'improvviso nella stanza si leva una fiammata che lascia tutti stupiti.
Sullo strano avvenimento tenta di indagare anche il giornalista Peter Bell, senza però poter entrare nella casa di Mary, piantonata dalla polizia.
Il giorno seguente, Peter si reca al cimitero, dove la bara di Mary è già pronta per essere seppellita. I due addetti lasciano il feretro scoperto e Peter, aggirandosi tra le tombe, sente un flebile lamento che proviene dalla bara: preso un piccone, Peter riesce a sfondare il coperchio della bara e salva Mary prima che soffochi.

Mary sepolta viva

Nell'appartamento di Theresa, Mary racconta ciò che ha visto prima di svenire. Theresa le dice che quello che ha visto è descritto nel Libro di Enoch, scritto 4000 anni prima. Il suicidio del prete è l'inizio dell'invasione della Terra da parte degli spiriti dei morti. La profezia descritta nel libro si avvererà tra poche ore, la notte di Ognissanti.
Intanto a Dunwich, Bob, un ragazzo dall'aria spiritata, vaga tra le strade deserte della cittadina. Entrando in una casa abbandonata trova i resti di quello che sembra un neonato e fugge via.
Al bar della cittadina intanto alcuni abitanti discutono su Bob, sul suo essere matto e sugli strani fatti che stanno avvenendo. Mr. Ross è convinto che Bob dovrebbe essere allontanato da Dunwich. All'improvviso l'esplosione di uno specchio fa fuggire gli avventori del bar.
Nel frattempo Sandra, una pittrice, si trova nello studio del suo psicoanalista Jerry. La seduta viene interrotta dall'arrivo di Emily, la fidanzata di Jerry, che la sera deve incontrare Bob, perché vuole aiutarlo. Recatasi in un garage, il luogo dell'appuntamento, Emily vede Bob fuggire sconvolto mentre appare padre Thomas. La stessa notte, Tom e Rose, sono appartati in un luogo tranquillo dentro un'automobile. Mentre amoreggiano, Rose scorge il prete impiccato. Egli, con il potere dello sguardo, fa lacrimare sangue alla ragazza e le fa vomitare gli intestini. Tom tenta la fuga, ma il prete gli sfonda il cranio ed estrae il cervello, uccidendolo.
Intanto il cadavere di Emily viene ritrovato accanto a una pozza di materia putrida. Secondo il medico che accorre sul luogo dell'orribile delitto, Emily è morta di paura. Il padre della donna, Mr. Robbins sospetta invece di Bob. Peter e Mary partono da New York alla ricerca di Dunwich. All'obitorio, un impiegato sta truccando il cadavere di Emily. Finito il lavoro, si avvicina alla bara di una donna anziana e tenta di toglierle una preziosa collana. Mentre avvicina le mani al collo della donna, l'impiegato viene morso a sangue.
Sandra telefona a Jerry, allarmata. L'uomo accorre e trova inspiegabilmente in cucina il cadavere della donna anziana. Mentre Sandra e Jerry tentano di trovare una spiegazione razionale il cadavere sparisce all'improvviso. Inoltre una finestra esplode, una parete della casa inizia a sanguinare e John-John, fratello di Emily, vede il volto orribilmente sfigurato della sorella alla finestra della sua stanza.
Intanto Bob si è rifugiato nel garage di Mr. Ross, ed è raggiunto dalla giovane figlia di questi. Mr. Ross arriva in garage proprio mentre i due sono dentro una macchina e uccide Bob, perforandogli la testa con un trapano elettrico.
Peter e Mary giungono a Dunwich, dove incontrano Sandra e Jerry. I quattro entrano nello studio di quest'ultimo e vengono investiti da una tempesta di vermi, entrati da una finestra aperta. Riusciti a scampare alla tempesta, i quattro raggiungono John-John, scoprendo che i suoi genitori sono stati entrambi uccisi. Sandra rimane vittima di Emily, tornata in veste di zombi, mentre Jerry riesce a portare John-John in salvo, affidandolo alla polizia.
Al bar della cittadina, gli avventori sono assediati dagli zombi. Peter, Jerry e Mary riescono a raggiungere la tomba di padre Thomas prima che venga il giorno di Ognissanti. La tomba però è vuota, ma conduce in un sotterraneo che presenta delle pareti composte da scheletri e che culmina in una cappella.

Mary e Jerry assediati dagli zombi

Gli zombi assediano il gruppo. Peter viene massacrato da Sandra, mentre Jerry riesce a trafiggere padre Thomas con un palo, prima che questi riesca a dissanguare Mary. La morte del prete provoca la scomparsa degli zombi, che prendono fuoco.
Jerry e Mary tornano in superficie e ritrovano John-John, accompagnato da due poliziotti. Il bambino corre verso di loro, felice. A un tratto, però, gli sguardi di Jerry e di Mary divengono terrorizzati, lei urla e l'immagine si ferma su John-John per poi frantumarsi.

## Produzione

### Regia
Subito dopo Luca il contrabbandiere, Lucio Fulci tornò all'horror. Il progetto era già stato avviato durante la lavorazione di Luca il contrabbandiere, tanto che quando Fulci ebbe il via libera dalla produzione lasciò il set del film, affidando la fine delle riprese al suo aiuto-regista Roberto Giandalia.

### Sceneggiatura
Il film fu scritto da Dardano Sacchetti, che aveva scritto anche Zombi 2.
La sequenza finale fu suggerita da Vincenzo Tomassi, montatore del film, uno degli storici collaboratori di Fulci. «Il film finiva con il bambino che correva verso Jerry e Mary. Sembrava tutto bello. Tomassi disse: 'Perché non spacchiamo l'immagine in diversi pezzi e vediamo le loro facce fuori scena?'. Infatti, dopo aver girato, ci eravamo accorti che i due guardavano dubbiosi verso la macchina da presa. I critici ci hanno scritto sopra 500mila volte, dicendo che era stupendo... Questo dubbio, se il bambino era uno zombi o no, l'aveva inventato Tomassi. La gente lo accetta, perché l'orrore si accetta in quanto idea pura. La ragione non c'è... c'è l'idea pura», dichiarò il regista.

### Riprese
Le riprese del film iniziarono nell'aprile 1980 e durarono otto settimane. Le riprese furono effettuate a Savannah, in Georgia, per gli esterni, e Roma per gli interni e le scene che richiedevano l'impiego di effetti speciali.
Durante la lavorazione, qualcuno esasperato dalle riprese che prevedevano una vera pioggia di vermi, introdusse nella borsetta contenente il tabacco per la pipa di Lucio Fulci una manciata di vermi. Fulci, ignaro di tutto, introdusse il tabacco nella pipa e la fumò. In seguito, quando contrasse una serie di malattie, ipotizzò che fossero dovute proprio a quei vermi. Secondo l'operatore del film, Roberto Forges Davanzati, a introdurre i vermi fu Christopher George.
Le sequenze iniziali, che mostrano il suicidio di padre Thomas, furono realizzate in un vero cimitero. La troupe, però, venne cacciata poiché aveva iniziato a disseppellire i cadaveri.
La sequenza dell'assalto dei vermi fu girata con l'ausilio di veri vermi, gettati sui volti degli attori tramite enormi ventilatori. Alla fine delle riprese della scena, gli attori coinvolti nella sequenza ebbero delle crisi isteriche.

### Cast
Il ruolo di Rosie Kelvin fu interpretato da Daniela Doria, iconica presenza nei film di Lucio Fulci.
Il ruolo di Mary fu affidato a Catriona MacColl, qui alla sua prima interpretazione in un film di Fulci, che in seguito interpreterà anche ...e tu vivrai nel terrore! - L'aldilà e Quella villa accanto al cimitero.
Il ruolo di Peter Bell fu interpretato da Christopher George, apparso in molti western statunitensi. I rapporti tra l'attore e Fulci non furono molto buoni. Fulci, che aveva l'abitudine di dare un soprannome a tutti i membri della sua troupe, soprannominò George "il cane col sigaro".
Il ruolo di Bob fu interpretato da Giovanni Lombardo Radice, attore molto noto agli amanti dei film horror italiani. Anche il rapporto di Fulci con Radice non fu molto buono sul set.
Tom fu interpretato da Michele Soavi, futuro regista di film horror e allora agli esordi in veste di attore. Soavi partecipò al film anche in veste di aiuto regista.
Antonella Interlenghi, che interpretò Emily, venne arrestata negli Stati Uniti durante le riprese del film. L'accusa fu oltraggio al pudore. L'attrice uscì su cauzione, pagata dalla produzione.
In un piccolo ruolo, quello del becchino, appare Perry Pirkanen, reduce dal controverso e scioccante Cannibal Holocaust diretto da Ruggero Deodato nel 1979.

### Scenografia
Le scenografie del film furono realizzate da Massimo Antonello Geleng, alla sua prima collaborazione con Fulci. Inizialmente il regista non era molto contento di Geleng, che fu imposto dalla produzione. Alla fine delle riprese, invece, Fulci apprezzò molto il lavoro di Geleng, tanto da richiamarlo spesso per effettuare le scenografie dei suoi film.
Savannah è in realtà una città abbastanza solare, non adatta alle atmosfere cupe del film. Per questo Geleng ricostruì il vento, la nebbia e la polvere.
Alcune scene del film in esterni furono ricostruite in studio, a Roma. La casa che si vede nell'incipit del film, quella della medium, fu ricostruita agli studi De Paolis, come anche la casa di Sandra. I quadri presenti nella casa furono realizzati dallo stesso Geleng.
I sotterranei che dalla tomba di padre Thomas conducono alla sua cappella furono ricostruiti in studio. La realizzazione durò un mese.

### Trucco ed effetti speciali
Contrariamente a quanto riportano molte fonti, i trucchi e gli effetti speciali non furono realizzati da Giannetto De Rossi e Maurizio Trani bensì da Gino De Rossi, Franco Rufini e Rosario Prestopino. I trucchi degli zombi furono realizzati da Prestopino, mentre Rufini si occupò del trucco delle attrici.
La sequenza in cui Daniela Doria vomita le sue interiora fu realizzata con l'ausilio di una testa finta e di interiora di pecora. La sequenza della morte di Bob, la cui testa viene trapanata, fu ideata da Sacchetti e gli effetti speciali furono realizzati sia da Rufini sia da Prestopino.

### Fotografia
La fotografia del film fu realizzata da Sergio Salvati, storico collaboratore di Fulci.
La sequenza della sepoltura prematura di Mary fu girata in studio. Fu realizzato attorno alla MacColl un capanno nero per non far entrare la luce esterna. Si preparò quindi una bara finta, costruita da due pareti laterali e un coperchio, ma era presente anche una vera bara, utilizzata per le inquadrature dall'alto. La MacColl era distesa su un materasso e il coperchio era più alto di quello di una bara reale, per permettere all'attrice di alzare le mani e grattare con le unghie. A seconda dell'inquadratura, i pannelli laterali venivano spostati mentre la macchina da presa era posizionata sotto l'attrice. La sequenza fu girata in due giorni e le riprese furono spesso interrotte poiché la MacColl aveva attacchi di claustrofobia. La sequenza fu inoltre girata a 35/40 fotogrammi al secondo, a differenza dei canonici 24, per rallentare i gesti dell'attrice.

## Accoglienza
Il film uscì in Italia l'11 agosto 1980 e incassò in totale 985.238.798 lire. Gli incassi furono al di sotto di quelli di Zombi 2, ma il film fu venduto molto bene all'estero, divenendo presto un cult movie.

### Critiche
Alla sua uscita Paura nella città dei morti viventi non fu molto apprezzato dalla critica cinematografica italiana, come d'altronde tutti i film di Fulci. Fu invece apprezzato subito dai critici francesi, che lo ritennero uno dei migliori horror di quegli anni.
Soltanto negli ultimi anni il film è stato rivalutato da alcune riviste dedicate al cinema di genere.

### Titoli per l'estero
Il film uscì negli Stati Uniti e nel Regno Unito come The Fear, City of the living dead, Gates of Hell, in Francia come Frayeurs, in Germania Ovest come Ein Zombie hing am Glockenseil e in Spagna come Miedo en la ciudad de los muertos vivientes.

## Slogan promozionali
- «When the moon turns red the dead shall rise»;
«Quando la luna diventerà rossa i morti risorgeranno»;
- «And the dead shall rise and walk the earth!»;
«E i morti risorgeranno e cammineranno sulla terra!»;
- «From the bowels of the earth they came to collect the living...»;
«Dalle viscere della terra sono venuti a raccogliere i vivi...».